# 1053 (szám)
Az 1053 (római számmal: MLIII) az 1052 és 1054 között található természetes szám.

## A szám a matematikában
A tízes számrendszerbeli 1053-as a kettes számrendszerben 10000011101, a nyolcas számrendszerben 2035, a tizenhatos számrendszerben 41D alakban írható fel.
Az 1053 páratlan szám, összetett szám. Kanonikus alakja 34 · 131, normálalakban az 1,053 · 103 szorzattal írható fel. Tíz osztója van a természetes számok halmazán, ezek növekvő sorrendben: 1, 3, 9, 13, 27, 39, 81, 117, 351 és 1053.
Az 1053 tizenkilenc szám valódiosztó-összegeként áll elő, közülük a legkisebb a 2211.

## Csillagászat
- 1053 Vigdis kisbolygó